# Grainville-Langannerie
Grainville-Langannerie är en kommun i departementet Calvados i regionen Normandie i norra Frankrike. Kommunen ligger i kantonen Bretteville-sur-Laize som ligger i arrondissementet Caen. År 2022 hade Grainville-Langannerie 786 invånare.

## Befolkningsutveckling
Antalet invånare i kommunen Grainville-Langannerie
Referens: INSEE